# Xlovecam
XloveCam este o platformă internațională online pentru adulți și o rețea socială care oferă show-uri webcam gratuite cu sediul în Olanda, operat de compania din Acwebconnecting BV, holding care are licența ca registru pentru domeniile .CAM. care furnizează show-uri webcam live atât în format tradițional, cât și in format realitate virtuală. 
Din noiembrie 2022, Xlovecam a fost al 56-lea cel mai popular site web din categoria adulților conform SimilarWeb.
Site-ul a fost lansat pentru prima dată în 2006, și de atunci a câștigat numeroase premii în întreaga lume, inclusiv Platforma Europeană Live Cam a Anului.
Xlovecam înseamnă „xxx dragoste pe cameră”( XXX Love on Cam) . Spectatorilor li se permite să vizioneze gratuit și să trimită sfaturi sau să facă show-uri private pentru a vedea anumite acte sexuale efectuate.

## Sponsorizare
Xlovecam este sponsorul de prezentare pentru sprijinul ASACP (organizație non-profit dedicată protecției online a copilului) și Pineapple  pentru furnizarea de sprijin emoțional, terapie profesională gratuită și subvenționată persoanelor care lucrează în industria filmului pentru adulți.

## References
1. ↑  „XloveCam.com WHOIS, DNS, & Domain Info - DomainTools”. WHOIS. Accesat în 29 noiembrie 2022.
2. ↑  „Domenii .cam”. Hosterion.
3. ↑  „xlovecam.com Competitive Analysis”. Similarweb.
4. ↑  „AW AWards”.
5. ↑  „2022 XBIZ Europa Awards”. Xbiz.
6. ↑  „2022 XBIZ Europa Awards”. Xbiz.
7. ↑  „2021 Featured Sponsors for March”. ladirectmodels.
8. ↑  „2022 ASACP Honors Safenames, XLoveCam, Pineapple Support as Featured Sponsors for April 2022”. asacp.org.
9. ↑  „2021 PINEAPPLE SUPPORT, XLOVECAM TO HOST 'RESTORATIVE YOGA WORKSHOP'”. pineapplesupport.